# Cantone di Belvès
Il Cantone di Belvès era una divisione amministrativa dell'arrondissement di Sarlat-la-Canéda.
A seguito della riforma approvata con decreto del 21 febbraio 2014, che ha avuto attuazione dopo le elezioni dipartimentali del 2015, è stato soppresso.

## Composizione
Comprendeva i comuni di:
- Belvès
- Carves
- Cladech
- Doissat
- Grives
- Larzac
- Monplaisant
- Sagelat
- Saint-Amand-de-Belvès
- Sainte-Foy-de-Belvès
- Saint-Germain-de-Belvès
- Saint-Pardoux-et-Vielvic
- Salles-de-Belvès
- Siorac-en-Périgord